# Otakar Janůj
Otakar Janůj (26. října 1912, Rudimov – 23. října 1941, nezvěstný nad Irským mořem) byl radiotelegrafista-střelec u 311. československé bombardovací perutě Royal Air Force, který zahynul při cvičném letu.

## Život

### Rodina, otec v 1. světové válce
Rodiči Otakara Janůje byli Valentin Janůj (2. února 1882 Lipník nad Bečvou – 2. ledna 1975, Týn nad Bečvou) a Marie, rozená Chmelová (3. října 1886, Rudimov – 13. dubna 1970, Týn nad Bečvou). Svatbu měli kostele v Mladoticích dne 2. května 1911. V manželství se jim narodily ještě dvě dcery, Marie (* 17. září 1911, Rudimov) a Otilie (* 2. května 1914).
Jeho otec Valentin Janůj rukoval v roce 1914 k Rakousko-uherské armádě, k Pěšímu pluku č. 3 (k. u. k. Infanterieregiment Nr. 3), jehož doplňovacím okresem bylo Kroměřížsko (včetně Zlínska, Uherskohradišťska, Kyjovska, Vsetínska a Valašského Meziříčí). V bojích okolo Lublina (východní Polsko, 80 km od hranic s Ukrajinou) byl Valentin Janůj jako svobodník Rakousko-uherské armády zajat dne 28. srpna 1914 ruskými vojáky. V zajetí byl více než čtyři roky, internován byl na Sibiři. Tam později vstoupil do Československých legií. V kartě legionáře je uvedeno datum a místo přihlášení do legií: Krivodanka. Byl zapsán do legií 19. června 1918. Příslušný byl k 11. čs. střeleckému pluku Františka Palackého, který vznikl v Novonikolajevsku 15. července 1918. Původní místo Novonikolajevsk je dnes oblast Novosibirsk, město bylo v roce 1925 přejmenováno. Prodělal celou anabázi po Transsibiřské magistrále až do přístavu Vladivostok. Odtud odplouval s 31. transportem Čsl. legií na lodi Teucera. Do vlasti se vrátil v roce 1920.

### Dětství a dospívání
Dětství prožil Otakar Janůj v obci Rudimov, kde se narodil v č. 36. Od roku 1919 zde chodil do školy. Koncem roku 1921 se celá rodina přestěhovala do obce Jindřichov, kde pokračoval ve školní docházce od prosince téhož roku. Rodina Janůjů zde bydlela v domě č.p. 58. V letech 1924–1926 navštěvoval Českou obecnou a měšťanskou školu J.A.K ve Fulneku. Zde bydlel u Ondřeje (německy Andreas) a Anny Lachkých, domkaře, v domě č.p. 408. Další školou byla Měšťanská chlapecká škola v Hranicích, kde studoval v letech v letech 1926–1927, na Živnostenské škole pokračovací, taktéž v Hranicích, studoval v letech 1928–1930.
Rodina bydlela od října 1927 v Týně nad Bečvou. Přibližně v letech 1926–1929 se stal členem Sokola.

### Vojenská služba
Prezenční vojenskou službu nastoupil 1. října 1934 u Dělostřeleckého pluku č. 302, ve Starých městských kasárnách v Olomouci. Dnem 1. dubna 1935 byl povýšen do hodnosti svobodníka, se zařazením do funkce telefonisty. Současně se stal velitelem telegrafního družstva u spojovací baterie. Dne 1. října 1935 byl povýšen do hodnosti desátníka a stal se velitelem spojovacího družstva. Dvouletou základní vojenskou službu ukončil 16. září 1936.
Během vojenské služby si doplnil vzdělání a ve školním roce 1935/1936 navštěvoval v Olomouci jednoroční učební kurz IV. třídy měšťanské školy. Výstupní vysvědčení obdržel 18. června 1936.

### Zaměstnání
Před vojenskou službou byl Otakar Janůj zaměstnán u firmy Bratři Frommové, v Hranicích na Moravě jako obchodní příručí. Po absolvování vojenské služby se přihlásil k policii do Brna, kde byl nejprve zaměstnán jako pomocný zřízenec strážní služby a poté štábní strážmistr policie.

### V exilu
Spolu s několika dalšími Čechoslováky odešel na počátku roku 1940 na Slovensko, poté do Jugoslávie. Odtud přes Turecko do Francie. Zde se do bojů nezapojil, odjel přímo do Anglie, kde vstoupil do čsl. jednotek RAF. Byl zařazen na funkci radiotelegrafista-střelec, létal na Vickers Wellington.

### Smrt
Zahynul nad Irským mořem, nezvěstný z orientačního letu, Wellington T2624.
Zmínka o jeho smrti je v knize Zlomená křídla od Eduarda Čejky, v tabulkovém přehledu. A také mu medailon věnoval František Loucký v knize Mnozí nedoletěli.

## Galerie

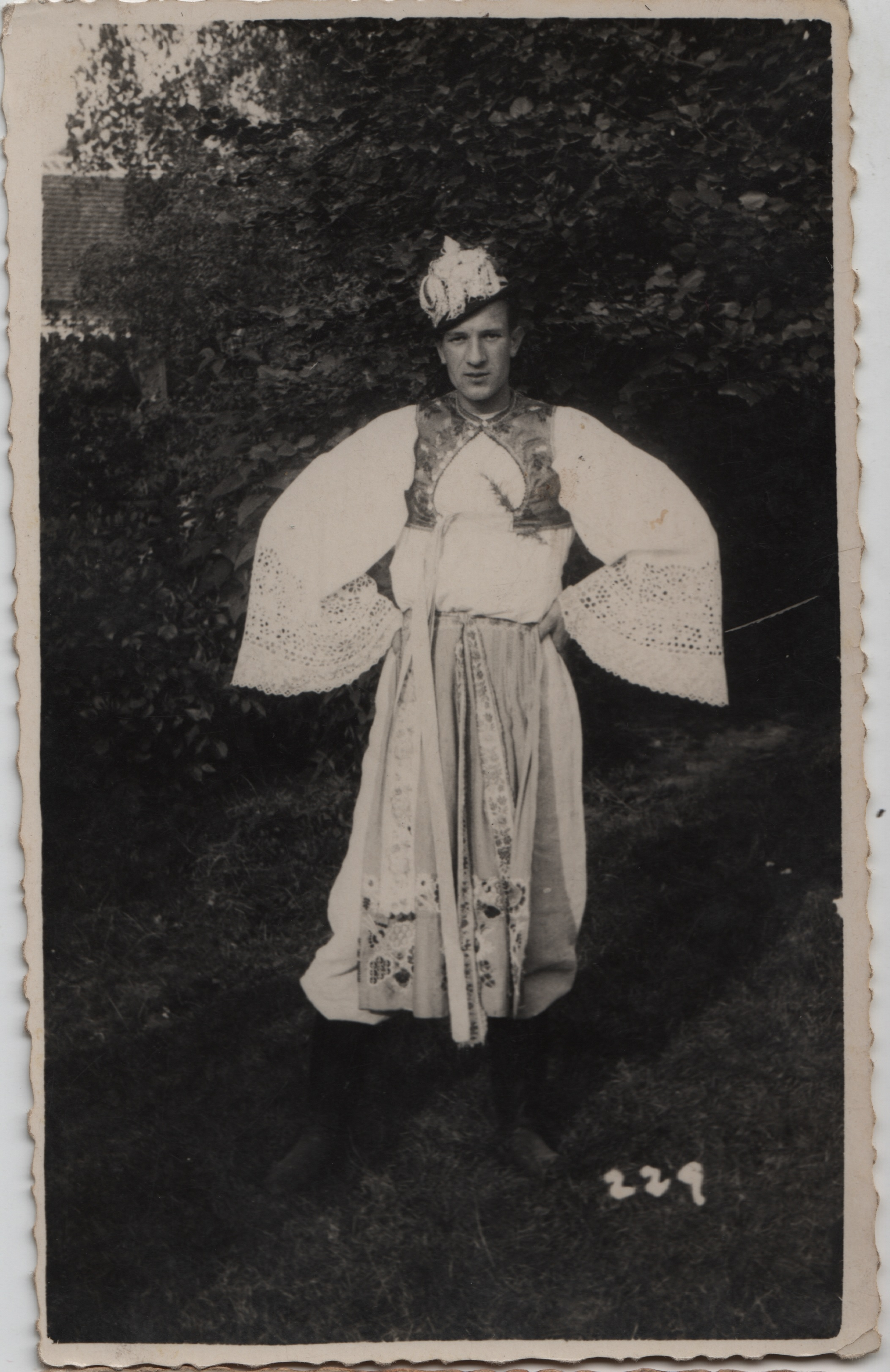
Otakar Janůj v blíže neurčeném kroji na Sokolských hodech v Napajedlích, 24. srpna 1934
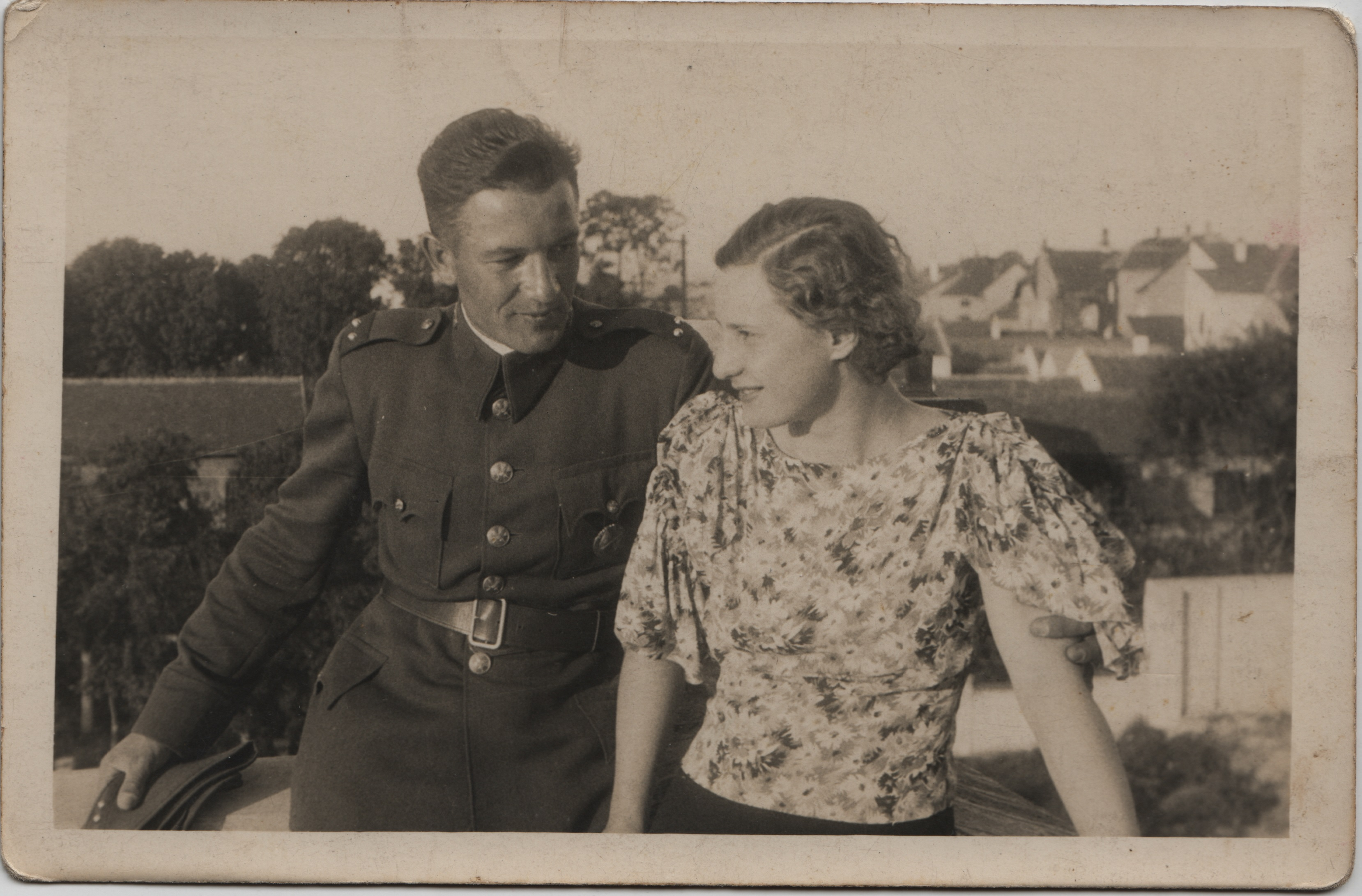
Otakar Janůj ve vojenském vycházkovém stejnokroji na Sokolských hodech v Napajedlích, 22. září 1935. Dívka na fotografii je snoubenka Věra Vymětalová (1919-1990).
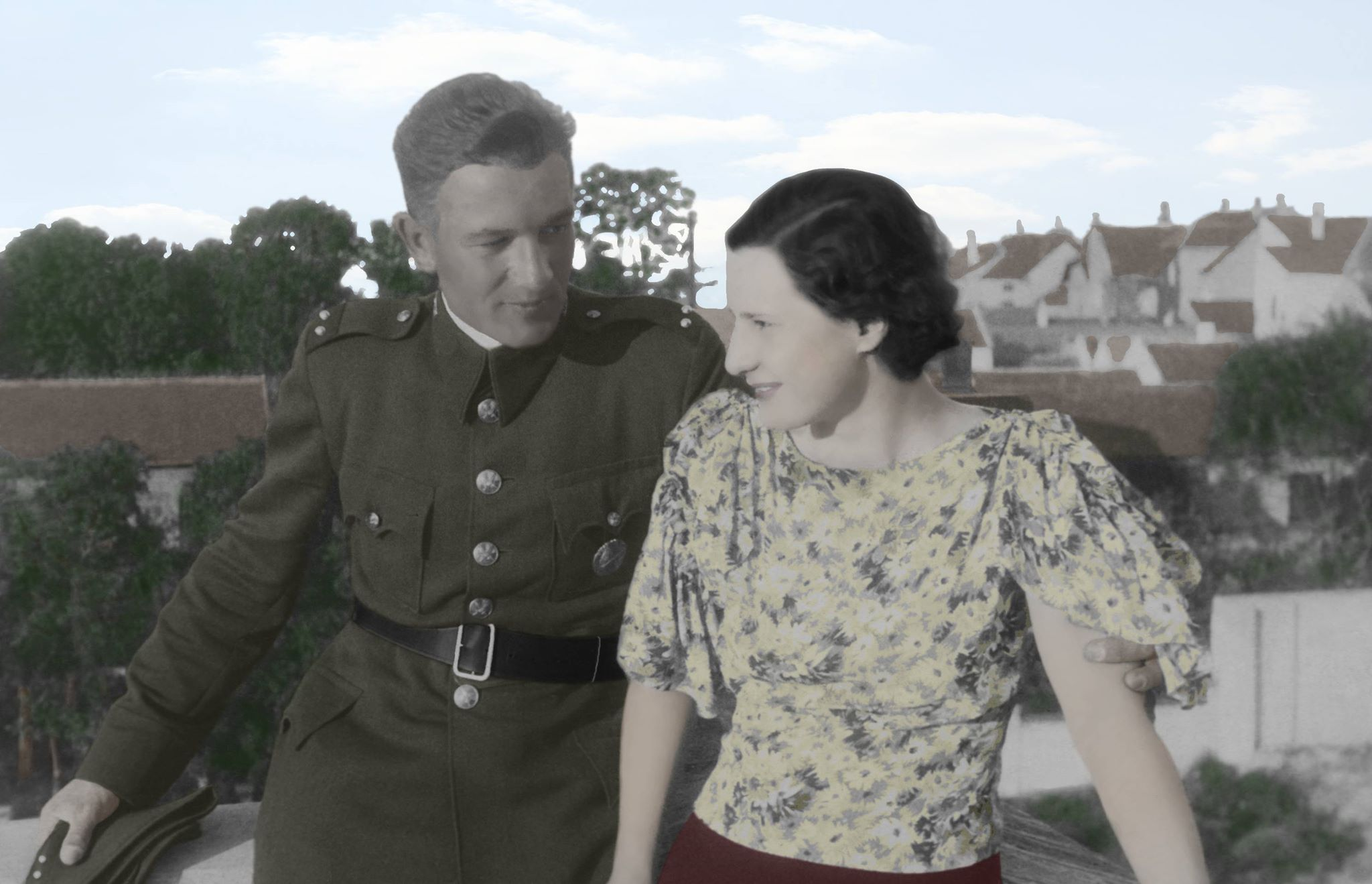
Otakar Janůj ve vojenském vycházkovém stejnokroji na Sokolských hodech v Napajedlích, 22. září 1935. Kolorování fotografie proběhlo v roce 2017.

## Pocty in memoriam

### Vyznamenání
- Praporčík in memoriam s účinností od 28. října 1940, rozkazem ze dne 29. dubna 1947
- Vrchní strážmistr s účinností od 1. května 1941, rozkazem ministra národní obrany (generála Ludvíka Svobody) č. 8, ze dne 29. dubna 1947
- Štábní rotmistr letectva v záloze in memoriam, rozkazem ministra národní obrany (generála Ludvíka Svobody) č. 8, ze dne 1. listopadu 1947
- Podplukovník ve výslužbě in memoriam od 1. 6. 1991, rozkazem ministra obrany ČSFR (Luboše Dobrovského) č. 0103, ze dne 29. května 1991

### Pamětní desky
- Rodný dům č.p. 36 v obci Rudimov, pamětní deska ze dne 4. srpen 2008
- Pomník obětí světových válek v Týně nad Bečvou
- Památník Air Forces Memorial Runnymede, panel č. 46, hrabství Surrey, Spojené království
- Pamětní deska obětí z řad brněnské policie uvnitř budovy České pošty, ul. Orlí 30, Brno
- Památník 2. světové války, Hrabyně, okres Opava
- Pomník Padlým Čs.letcům ve druhé světové válce 1939–1945, Praha 6, náměstí Svobody